# Fernand Noc
Fernand-Edmond Noc est un médecin et biologiste français né à Moussac (Gard) le 18 décembre 1875 et mort à Paris le 17 mars 1924. 

## Biographie
Fernand Noc, né en 1875 à Moussac  dans le département du Gard, commence sa carrière dans les laboratoires de bactériologie des colonies françaises (Nouméa, Saigon, Martinique) avant de devenir directeur de l'institut de biologie de l'Afrique-Occidentale française à Dakar.
En tant que médecin des troupes coloniales, il a disséqué un Macacus cynomolgus, ou Macaque crabier, récolté des individus et les a envoyés au professeur de parasitologie Théodore Barrois à la faculté de médecine de Lille. Il a découvert une espèce de vers parasites trématodes qui a été nommée en son honneur Chiorchis noci (famille des Paramphistomatidae (en)).

## Publications
- Nos devoirs envers les lépreux au XXe siècle, Paris, Comité du secours aux lépreux , 1923, 12 p.
- Journal of Tropical Medicine and Hygiene, 1922, Vol.25, No.17, pp.276-280 (avec George S. GIGMOLI)  (ISSN 0022-5304)[4]
- Étude anatomique des ganglions nerveux du cœur chez le chien et de leurs modifications dans l'intoxication diphtérique expérimentale aiguë, Bordeaux, Cadoret, 1899